# لگتن
لگتن (به لاتین: Løgten) یک منطقهٔ مسکونی در دانمارک است که در Aarhus Municipality واقع شده‌است. لگتن ۳٫۶۷ کیلومتر مربع مساحت و ۸٬۵۴۱ نفر جمعیت دارد.